# Municipio de East Norwegian
El municipio de East Norwegian (en inglés: East Norwegian Township) es un municipio ubicado en el condado de Schuylkill en el estado estadounidense de Pensilvania. En el año 2000 tenía una población de 864 habitantes y una densidad poblacional de 82 personas por km².

## Geografía
El municipio de East Norwegian se encuentra ubicado en las coordenadas 40°42′30″N 76°09′59″O / 40.70833, -76.16639.

## Demografía
Según la Oficina del Censo en 2000 los ingresos medios por hogar en la localidad eran de $37,100 y los ingresos medios por familia eran $41,875. Los hombres tenían unos ingresos medios de $30,417 frente a los $23,125 para las mujeres. La renta per cápita para la localidad era de $20,555. Alrededor del 4,7% de la población estaban por debajo del umbral de pobreza.